# Вектор Умова — Пойнтинга
Вектор Умова — Пойнтинга (также вектор Пойнтинга ) — вектор плотности потока энергии электромагнитного поля, компоненты которого входят в состав тензора энергии-импульса электромагнитного поля.
Вектор Умова — Пойнтинга S можно определить через векторное произведение двух векторов:
{\displaystyle \mathbf {S} ={\frac {c}{4\pi }}[\mathbf {E} \times \mathbf {H} ]} (в системе СГС),
{\displaystyle \mathbf {S} =[\mathbf {E} \times \mathbf {H} ]} (в Международной системе единиц (СИ)),
где E и H — векторы напряжённости электрического и магнитного полей соответственно. В СИ величина S имеет размерность Вт/м2.
Модуль вектора Умова — Пойнтинга равен количеству энергии, переносимой через единичную площадь, нормальную к S, в единицу времени. Своим направлением вектор определяет направление переноса энергии.
Поскольку тангенциальные к границе раздела двух сред компоненты E и H непрерывны (см. граничные условия), то нормальная составляющая вектора S непрерывна на границе двух сред.

## Случай электромагнитной волны
Пусть электромагнитная волна распространяется в вакууме ({\displaystyle \mu =\varepsilon =1}) и пусть её скорость равна {\displaystyle c}. Тогда полная плотность электромагнитной энергии будет складываться из плотностей энергии электрического поля и энергии магнитного поля
{\displaystyle u=u_{E}+u_{H}={\cfrac {\varepsilon _{0}E^{2}}{2}}+{\cfrac {\mu _{0}H^{2}}{2}}.}
В вакууме {\displaystyle {\vec {E}}} и {\displaystyle {\vec {H}}} изменяются синфазно, следовательно, можно положить, что {\displaystyle E{\sqrt {\varepsilon _{0}}}=H{\sqrt {\mu _{0}}}.}
Тогда {\displaystyle u={\cfrac {(E{\sqrt {\varepsilon _{0}}})(E{\sqrt {\varepsilon _{0}}})}{2}}+{\cfrac {(H{\sqrt {\mu _{0}}})(H{\sqrt {\mu _{0}}})}{2}}={\sqrt {\varepsilon _{0}\mu _{0}}}EH={\cfrac {1}{c}}EH.}
Умножив последнее выражение на {\displaystyle c,} получим для модуля плотности потока энергии {\displaystyle S=uc=EH.}
В случае квазимонохроматических электромагнитных полей справедливы следующие формулы для усреднённой по периоду комплексной плотности потока энергии:
{\displaystyle {\overline {\mathbf {S} }}={\frac {c}{8\pi }}[\mathbf {E} \times \mathbf {H^{\ast }} ]} (в системе СГС),
{\displaystyle {\overline {\mathbf {S} }}={\frac {1}{2}}[\mathbf {E} \times \mathbf {H^{\ast }} ]} (в системе СИ),
где E и H — векторы комплексной амплитуды электрического и магнитного полей соответственно. В этом случае чёткий физический смысл имеет только действительная часть комплексного вектора S — это вектор усреднённой за период плотности потока энергии. Физический смысл мнимой части зависит от конкретной задачи.

## Вектор Умова — Пойнтинга и импульс электромагнитного поля
В силу симметричности тензора энергии-импульса все три компоненты вектора пространственной плотности импульса электромагнитного поля равны соответствующим компонентам вектора Пойнтинга, делённым на квадрат скорости света:
{\displaystyle {\frac {d\mathbf {p} }{dV}}={\frac {1}{c^{2}}}\mathbf {S} ={\frac {1}{c^{2}}}[\mathbf {E} \times \mathbf {H} ]} (в системе СИ).
В этом соотношении проявляется материальность электромагнитного поля.
Поэтому, чтобы узнать импульс электромагнитного поля в той или иной области пространства, достаточно проинтегрировать вектор Пойнтинга по объёму.

## История
Общее представление о потоке механической энергии в пространстве впервые было введено Н. А. Умовым в 1874 году для упругих сред и вязких жидкостей. На этом основании в более старых русскоязычных публикациях вектор плотности потока энергии любой физической природы называется вектором Умова. В 1884 году Д. Г. Пойнтингом были разработаны представления о плотности потока электромагнитной энергии. Поэтому вектор плотности потока электромагнитной энергии многими называется вектором Пойнтинга.
Сами же законы сохранения и превращения энергии, где присутствует понятие плотности потока какого-либо вида энергии, используются, как правило, без указания имен первооткрывателей, поскольку законы сохранения являются следствием других уравнений и дополнительных условий.